# 行間穴
行間穴（こうかんけつ）は、足の厥陰肝経に所属する2の経穴である。同経の滎火穴である。

## 名前の由来
行は通過、間は二つのものに挟まれた間を意味し、足の第1・第2指の間の陥凹にあることから名づけられた。

## 部位
左右の第1外側中足指節関節の前に取穴する。

## 効能
月経過多、閉経、月経痛、白帯、陰部痛、遺尿、淋疾、疝気、胸脇満痛、しゃっくり、咳嗽、未消化便、頭痛、眩暈、目赤痛、視神経萎縮、中風、てんかん、小児の引きつけ、不眠、顔面神経麻痺、膝腫、下肢内側痛などに使われる。